# Représentations diplomatiques à Saint-Christophe-et-Niévès

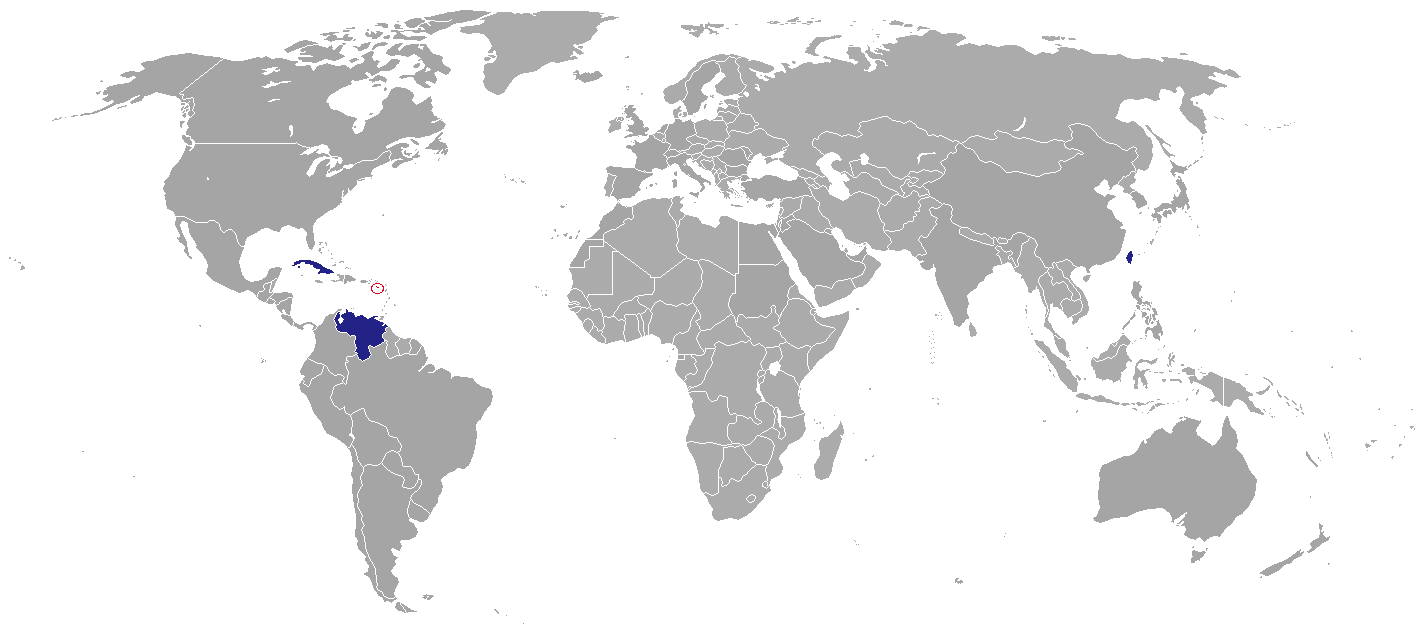
Représentations diplomatiques à Saint-Christophe-et-Niévès

Voici une liste des représentations diplomatiques à Saint-Christophe-et-Niévès. Actuellement, la capitale de Basseterre accueille quatre ambassades. Plusieurs autres pays ont des consuls honoraires pour fournir des services d'urgence à leurs citoyens.

## Ambassades
- Brésil
- Taïwan
- Cuba
- Venezuela

## Ambassades et Hauts-commissariats non-résidents

### Bogota
- Autriche
- Émirats arabes unis
- Indonésie
- Pologne

### Bridgetown
- Canada
- États-Unis
- Royaume-Uni

### Caracas
- Finlande
- Grèce
- Malaisie

### Castries
- France
- Mexique

### Georgetown
- Inde

### Kingston
- Afrique du Sud
- Argentine
- Belgique
- Espagne
- Russie

### La Havane
- Algérie
- Arabie saoudite
- Bangladesh
- Côte d'Ivoire
- Égypte
- Kenya
- Koweït
- Laos
- Liban
- Libye
- Mali
- Maroc
- Norvège
- Ouzbékistan
- Palestine
- Portugal
- Roumanie
- Timor oriental
- Viêt Nam
- Yémen

### New York
- Îles Marshall
- Islande
- Maldives
- Nauru

### Ottawa
- Danemark
- Thaïlande
- Zimbabwe

### Panama
- Kosovo

### Port-d'Espagne
- Allemagne
- Australie
- Colombie
- Guatemala
- Japon
- Pays-Bas

### Roseau
- Dominique

### Saint-Domingue
- Bolivie
- Corée du Sud
- Costa Rica
- Haïti
- Israël
- Italie
- Nicaragua
- Panama
- Pérou
- Qatar
- Suisse
- Turquie

### Saint John's
- Chine

### Stockholm
- Suède

### Washington
- Afghanistan
- Bénin
- Brunei
- Estonie
- Irlande
- Jordanie
- Lesotho
- Lettonie
- Lituanie
- Malawi
- Maurice
- Népal
- Oman
- Ouganda
- Philippines
- République arabe sahraouie démocratique
- République centrafricaine
- Sénégal
- Sierra Leone
- Somalie
- Soudan
- Soudan du Sud
- Swaziland
- Tadjikistan
- Togo
- Tunisie
- Turkménistan
- Zambie